# Colorado (kommun i Brasilien, Paraná, lat -22,84, long -51,98)
Colorado är en kommun i Brasilien.   Den ligger i delstaten Paraná, i den södra delen av landet, 900 km sydväst om huvudstaden Brasília. Antalet invånare är 22 347.
Följande samhällen finns i Colorado:
- Colorado

Trakten runt Colorado består i huvudsak av gräsmarker. Runt Colorado är det ganska tätbefolkat, med 58 invånare per kvadratkilometer.